# Paraná Valles
Paraná Valles é um vale no quadrângulo de Margaritifer Sinus em Marte, localizado a  23.1° Sul e 10.2° Oeste.  Possui uma extensão de 350 km e recebeu o nome de um rio na América do Sul (Brasil, Argentina).  Acredita-se que uma área baixa entre Paraná Valles e Loire Valles tenha abrigado um lago.  